# 7412 Linnaeus
För andra betydelser, se Linnaeus (olika betydelser).
7412 Linnaeus eller 1990 SL9 är en asteroid i huvudbältet som upptäcktes den 22 september 1990 av den belgiske astronomen Eric W. Elst vid La Silla-observatoriet. Den är uppkallad efter den svenske botanikern Carl von Linné.
Asteroiden har en diameter på ungefär 12 kilometer och den tillhör asteroidgruppen Themis.